# Гуантанамо
Гуанта̀намо (на испански: Guantánamo) е град и община в югоизточната част на Куба, провинция Гуантанамо.
Разположен е в северната част на Атлантическия океан, като южните му 10 km са заети от залива Гуантанамо. Има население от около 228 хил. жители.
Названието „гуантанамо“ произлиза от езиците таино и означава „земя между реки“. Първото споменаване се отнася към 1510 г.
В града е развита хранителната и текстилната промишленост, има завод за пили. Той е важен шосеен и железопътен възел. Поминъкът в околностите е предимно отглеждане на захарна тръстика и памук.
На 15 km южно от града, в южната половина на едноименния залив, е разположена военната база Гуантанамо Бей (строена от 1898 г.) на Военноморските сили на Съединените американски щати. През 2002 г. в базата е изграден силно охраняван военен затвор Гуантанамо Бей на стойност 54 милиона щатски долара. Куба иска връщане на принадлежащата ѝ територия от сушата и морето в района на Гуантанамо.